# Tenley Albright
Tenley Emma Albright (Newton Center, 18 luglio 1935) è un'ex pattinatrice artistica su ghiaccio statunitense, prima donna della sua nazione a diventare campionessa mondiale e olimpica nel singolo donne di pattinaggio di figura. Vinse per due volte il titolo mondiale negli anni 1950 e la medaglia d'oro ai Giochi di Cortina 1956.

## Biografia
Figlia di un importante chirurgo di Boston, Tenley Albright iniziò a prendere lezioni di pattinaggio a nove anni. A undici fu colpita dalla poliomielite, che la costrinse a letto per diverso tempo. Recuperato l'uso delle gambe tornò a pattinare, e dopo pochi mesi vinse una competizione juniores riservata alle giovani pattinatrici degli stati orientali
Nel 1952, a sedici anni, vinse il primo dei suoi cinque titoli statunitensi seniores consecutivi, e alle Olimpiadi di Oslo conquistò la medaglia d'argento dietro alla britannica Jeannette Altwegg.
Allenata da Maribel Vinson-Owen, nel 1953 ai campionati mondiali di pattinaggio di figura di Davos, in Svizzera, Tenley Albright vinse il titolo mondiale. Era la prima vittoria che una pattinatrice degli Stati Uniti saliva sul gradino più alto del podio nel concorso individuale femminile dei campionati mondiali, che erano stati istituiti quasi cinquant'anni prima (con il nome di "Campionati ISU") nel 1906. Dopo il titolo mondiale, vinse anche i campionati nordamericani, e fu poi impegnata in una tournée internazionale di esibizioni.
Rientrata dalla tournée intraprese gli studi universitari di medicina, come il padre, ma non abbandonò l'agonismo. Nel 1954 fu seconda ai campionati mondiali di Oslo, mentre nel 1955 tornò sul gradino più alto del podio sia ai mondiali sia ai campionati nordamericani.
Nel 1956 vinse l'oro olimpico ai Giochi di Cortina d'Ampezzo, prima vittoria statunitense nel pattinaggio di figura alle Olimpiadi, davanti alla connazionale Carol Heiss. Qualche settimana dopo le posizioni si invertirono ai mondiali di Garmisch-Partenkirchen, dove la Albright fu argento e la Heiss oro, il primo di cinque titoli iridati consecutivi.
Tenley Albright si ritirò dalle competizioni al termine della stagione 1956. A differenza della maggior parte dei pattinatori di alto livello, non passò mai professionista. Si concentrò sugli studi universitari. Nel 1961 si laureò presso la Harvard Medical School e divenne poi chirurgo, come il padre.
Nel 1976 fu inserita nella World Figure Skating Hall of Fame, la hall of fame internazionale del pattinaggio di figura.

## Palmarès
| Risultati                    | Risultati      | Risultati      | Risultati      | Risultati      | Risultati      | Risultati      |
| Internazionali               | Internazionali | Internazionali | Internazionali | Internazionali | Internazionali | Internazionali |
| Evento                       | 1951           | 1952           | 1953           | 1954           | 1955           | 1956           |
| ---------------------------- | -------------- | -------------- | -------------- | -------------- | -------------- | -------------- |
| Giochi olimpici invernali    |                | 2°             |                |                |                | 1°             |
| Campionati mondiali          | 6°             | R              | 1°             | 2°             | 1°             | 2°             |
| North American Championships | 3°             |                | 1°             |                | 1°             |                |
| Nazionali                    |                |                |                |                |                |                |
| Campionati statunitensi      | 2°             | 1°             | 1°             | 1°             | 1°             | 1°             |
| R = Ritirata                 |                |                |                |                |                |                |